# Eleição para Presidente das Cortes Gerais e Extraordinárias da Nação Portuguesa de janeiro de 1821
A eleição para Presidente das Cortes Gerais e Extraordinárias da Nação Portuguesa de janeiro de 1821 decorreu no dia 26 de janeiro de 1821. Estas foram as primeiras eleições para presidente de um órgão legislativo em Portugal.

## Processo de eleição
A primeira sessão das Cortes Gerais e Extraordinárias da Nação Portuguesa (também chamada de Cortes Constituintes) teve lugar no dia 24 de janeiro de 1821, no Palácio das Necessidades, em Lisboa, após a eleição dos primeiros deputados do primeiro parlamento português, em dezembro do ano anterior, na sequência da Revolução do Porto a 24 de agosto de 1820.
Nesta sessão, o Arcebispo da Bahia Vicente da Soledade e Castro foi escolhido por aclamação para a presidir, com João Baptista Felgueiras a servir como secretário da mesa. Do mesmo modo, foram eleitas as duas comissões (Verificação de Poderes e Verificação de Poderes dos membros da Primeira Comissão), seguidas da confirmação da eleição dos deputados. Para além disso, foi decidida a fórmula do juramento que os deputados iriam prestar no dia 26 de janeiro, na Sé de Lisboa:

Juro cumprir fielmente, em execução dos Poderes que me forão dados, as obrigações de Deputado nas Cortes Extraordinarias que vão a fazer a Constituição Politica da Monarchia Portugueza, e as reformas e melhoramentos, que se julgarem necessarios para bem e prosperidade da Nação, mantida a Religião Catholica Apostolica Romana, mantido o Throno do Senhor D. João VI, Rey do Reyno Unido de Portugal, Brazil, e Algarves, conservada a Dynastia da Serenissima Casa de Bragança.— Debates Parlamentares - Diário 001, p. 2 (1821-01-24)
A eleição do presidente das Cortes Constituintes deu-se no dia 26 de janeiro, com o Arcebispo da Bahia a sair vencedor com 64 votos, e Manuel Fernandes Tomás a ser eleito vice-presidente, com 49 votos, ao segundo escrutínio. Para além disso, foram eleitos como secretários da mesa João Baptista Felgueiras, José Joaquim Rodrigues Bastos, Luís António Rebelo da Silva e José Ferreira Borges.
Eleitos os membros da mesa, o presidente declarou instaladas as Cortes, com vivas à Igreja Católica, ao Rei D. João VI, às Cortes e à futura Constituição, tendo o primeiro decreto aprovado pelo órgão sido a permissão da Junta Provisional do Governo Supremo do Reino continuar a exercer as suas funções "até á nomeação e inauguração da nova Regencia".

## Resultados
| Candidato                    | Votos |
| ---------------------------- | ----- |
| Vicente da Soledade e Castro | 64    |
| Votos Inválidos              | 51    |
| Total                        | 115   |
| Eleitorado/Participação      | 115   |
| Votos necessários            | 58    |
| Fonte                        | [ 2 ] |